# セフィードルード川
セフィードルード川（Sefīd-Rūd）は、イランの北西部を流れる川。ザグロス山脈に源を発するキズィロザン川とアルボルズ山脈に源を発するシャーへルード川が合流する地点から、カスピ海に注ぐ河口までが、セフィードルード川と呼ばれる。キズィロザン川の全長も含めた河口までの長さは、全長約 670 キロメートルであり、イラン・イスラーム共和国領内を流れる川としてはカールーン川に次いで2番目に長い。

## 地理
アルボルズ山脈とターリシュ山脈の間には山峡があり、セフィードルード川は、キズィロザン川とシャーへルード川の合流地点から、ここを通ってカスピ海の南西に形成された沖積平野に出る。山峡はテヘランとカスピ海南岸とをつなぐ重要な動線となっており、街道の途中にマンジールという町がある。
セフィードルード川がカスピ海に流れ込む下流域（セフィードルード・デルタ）には、交通や灌漑のための水路がいくつも引かれている。河口付近のカスピ海では鱒（Salmo caspius）が獲れる。

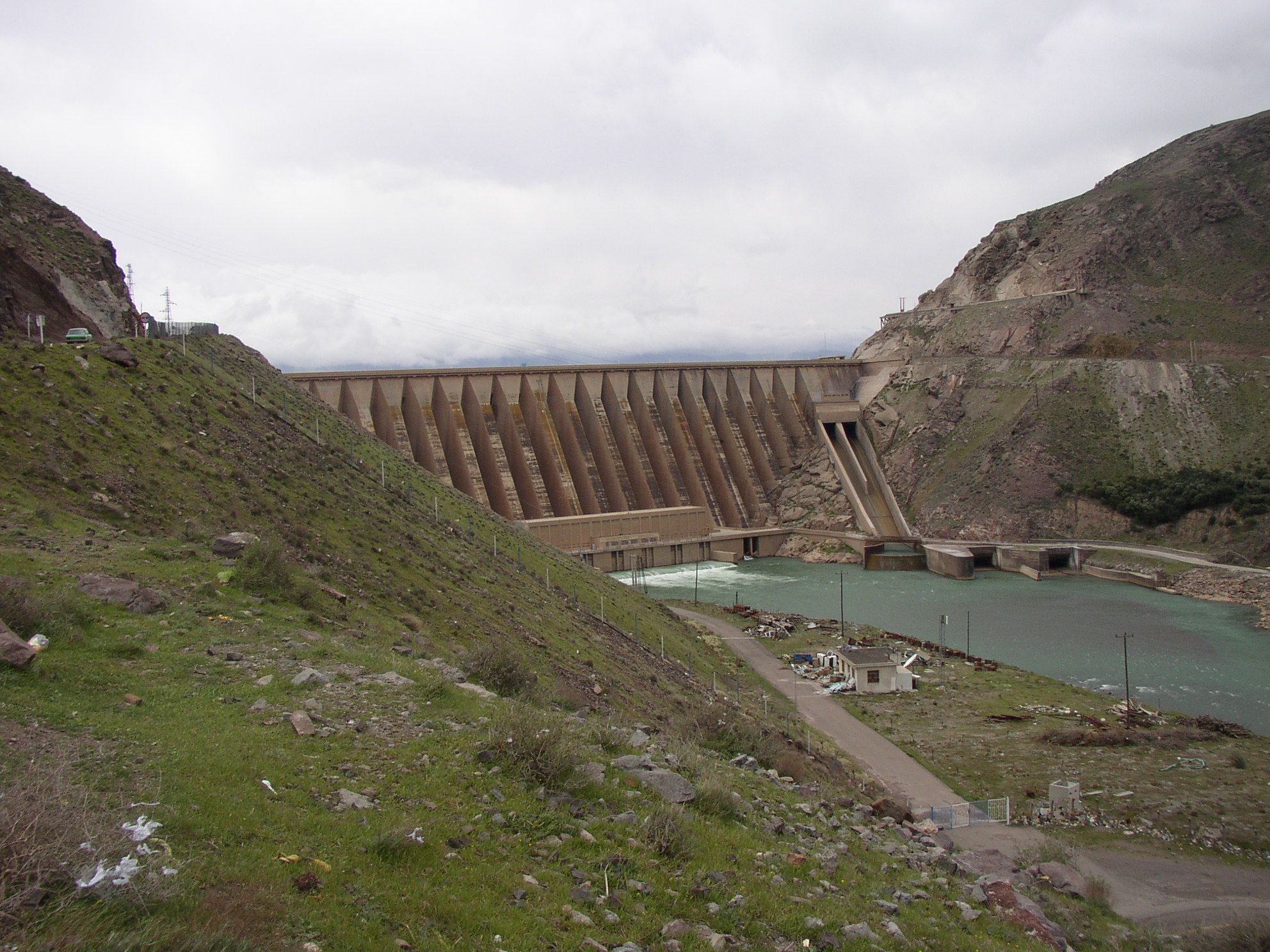
セフィードルード・ダム

20世紀中葉、マンジールのあたりにセフィードルード川の流れを堰き止めるダムが建設された。ダムの名称は当時のイランが王制を敷いていたため「ファラフ王妃ダム」とされたが、のちに「マンジール・ダム」あるいは「セフィードルード・ダム」と呼ばれるようになった。セフィードルード・ダムは、1.86 立方キロメートルの水の貯水が可能で、2,380 平方キロメートルの耕地に灌漑を提供する。ダムと貯水池の建設により、洪水発生の抑制と、下流域のセフィードルード・デルタにおける米穀の収穫量の増大が期待された。セフィードルード・ダムは水力発電施設も併設されており、1 日あたり 87,000 キロワットの電力を発電する。ただし、ダムの建設により小川が消失したため生物多様性が減少し、水温が上昇したためカスピ海の鱒やチョウザメの漁獲量が減少したという評価もある。

## 中・上流域
ザグロス山脈から流れるキズィロザン川は、ペルシア語ではセフィードルードと呼ばれ、逆に、セフィードルード川も、テュルクとアゼリーにはキズィル・オジエン（Kizil Ozien）と呼ばれる。
古代の文献には、マルドス（ギリシア語: Μάρδος; ラテン語: Mardus）、あるいは、アマルドス（ギリシア語: Αμάρδος; ラテン語: Amardus）という川の名前が記録されており、この川がセフィードルード川に比定されている。ヘレニズム時代にはマルドス川より北の地域には、カドゥス人（Cadusii）という山岳民族が住んでいたと記録されている。

## 註釈

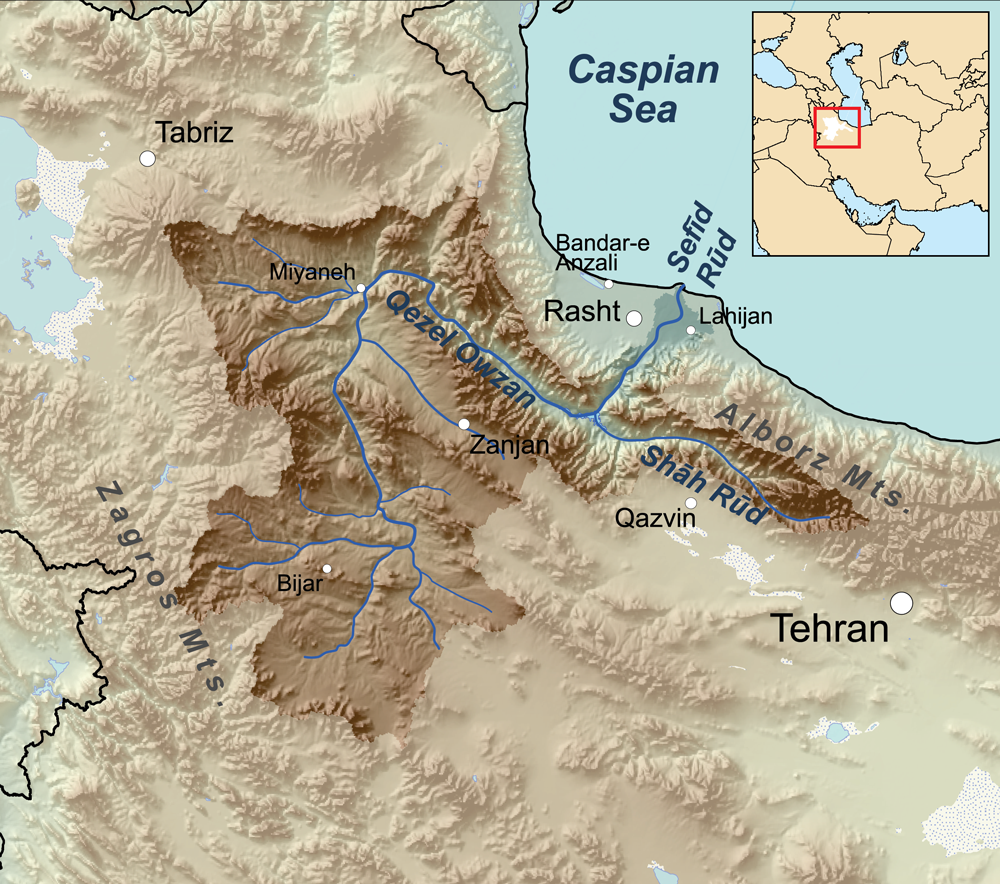
セフィードルード川の流域を示す地図

1. ↑  ラテン・アルファベットによるつづりは、Sepīd-Rūd, Sefidrud, Sefidrood, Sepidrood, Sepidrud など[1][2]。